# Liściouch żółtozady
Liściouch żółtozady (Phyllotis xanthopygus) – gatunek ssaka z podrodziny bawełniaków (Sigmodontinae) w obrębie rodziny chomikowatych (Cricetidae), występujący w Ameryce Południowej.

## Systematyka
Gatunek po raz pierwszy zgodnie z zasadami nazewnictwa binominalnego opisał w 1837 brytyjski przyrodnik George Robert Waterhouse nadając mu nazwę Mus (Phyllotis) xanthopygus. Holotyp pochodził z okolic Puerto Santa Cruz, niewielkiego miasta położonego w pobliżu ujścia rzeki Santa Cruz, w prowincji Santa Cruz, w Argentynie.
Współcześnie rodzaj liściouch (Phyllotis) jest umieszczany w podrodzinie bawełniaków w rodzinie chomikowatych. Był uznawany za geograficzną odmianę liścioucha Darwina (Phyllotis darwini), ale analizy morfometryczne, elektroforetyczne, różnice kariotypowe i molekularne wskazują na jego odrębność. Różnorodność genetyczna populacji sugeruje konieczność rewizji systematyki; P. xanthopygus jest prawdopodobnie kompleksem blisko spokrewnionych gatunków, w dodatku parafiletycznym względem P. limatus. Autorzy Illustrated Checklist of the Mammals of the World rozpoznają sześć podgatunków.
W wydanej w 2015 roku przez Muzeum i Instytut Zoologii Polskiej Akademii Nauk publikacji Polskie nazewnictwo ssaków świata rodzajowi temu nadano nazwę liściouch, a gatunkowi – liściouch żółtozady.

### Etymologia
- Phyllotis: gr. φυλλον phullon „liść”; ους ous, ωτος ōtos „ucho”[18].
- xanthopygus: ξανθος xanthos „żółty, złoty”[19]; -πυγος -pugos „-zady”, od πυγη pugē „zad, kuper, pośladki”[20].
- chilensis: Chile[21].
- posticalis: nowołac. posticalis „za, z tyłu”, od łac. post „tył”[22][23].
- ricardulus: etymologia niejasna, Thomas nie wyjaśnił znaczenia nazwy gatunkowej[9][23].
- rupestris: nowołac. rupestris „mieszkaniec skał, górski”, od łac. rupes, rupis „skała”, od rumpere „rozbić”[24].
- vaccarum: średniowiecznołac. vaccarum „krowi”, od łac. vacca „krowa”[25][23].

## Występowanie
Liściouch żółtozady występuje wzdłuż zachodniego wybrzeża Ameryki Południowej, w Andach i Patagonii. Jest spotykany w zachodnim i środkowym Peru, w Boliwii, w Argentynie po prowincję Santa Cruz na południu i w Chile, po region Magallanes. Ma największy zasięg spośród gatunków wyróżnianych w swoim rodzaju.
Żyje w różnorodnych siedliskach, w tym na mokradłach, lasach drzew Polylepis, na Altiplano, terenach trawiastych i pokrytych krzewami, skalistych i objętych działalnością rolniczą.
Gatunek ten ma duży zasięg, obejmujący szerokości geograficzne od 15° do 51° S i występuje na bardzo różnych wysokościach, na południu zasięgu żyje od poziomu morza do 2000 m n.p.m., na północy od 1900 m n.p.m. wzwyż; w Chile i Peru poniżej 2000 m n.p.m. zastępuje go liściouch Darwina i liściouch pacyficzny. Ogółem jest spotykany od poziomu morza do ponad 5600 m n.p.m.
Zakładano niegdyś, że ze względu na niską dostępność pokarmu, chłód i zagrożenie niedotlenieniem górna granica występowania dzikich ssaków w Andach i Himalajach przebiega na wysokości 5200–5800 m n.p.m. Nagrania wideo tych gryzoni na wysokości 6205 m n.p.m. skłoniły naukowców do wyprawy w 2020 roku na płaskowyż Puna de Atacama, która potwierdziła liczne występowanie Phyllotis xanthopygus rupestris powyżej 5000 m n.p.m. Jeden osobnik został schwytany na szczycie wulkanu Llullaillaco (6739 m n.p.m.), co jest rekordem wysokości występowania ssaków.
Zasięg występowania w zależności od podgatunku:
- P. xanthopygus xanthopygus – od północno-zachodniej Patagonii w Argentynie i Chile, na południe do Cieśniny Magellana i pasm andyjskich w skrajnie południowym kontynentalnym Chilel, aż do wybrzeża w prowincji Santa Cruz w Argentynie.
- P. xanthopygus chilensis – Altiplano na zachód i południowy zachód od jeziora Titicaca w Peru i Boliwii oraz wysokie Andy między regionem Tarapacá w Chile i Boliwią, na wysokości powyżej 3300 m n.p.m.
- P. xanthopygus posticalis – środkowe i południowe Peru, po obu stronach zbocza Andów do wysokości 1800 m n.p.m.
- P. xanthopygus ricardulus – środkowe i wschodnie Andy w północno-zachodniej i północno-środkowej Argentynie, na wysokości 500–4800 m n.p.m.; prawdopodobnie do tego podgatunku należą izolowane populacje w prowincjach Santiago del Estero, Córdoba i San Luis.
- P. xanthopygus rupestris – płaskowyżowa Boliwia, zasięg rozciągający się w dół wschodniego zbocza Andów do prowincji Jujuy w Argentynie i na średnich wysokościach na zachodnim zboczu w północnym Chile i południowym Peru.
- P. xanthopygus vaccarum – obie strony Andów, od Atakama w Chile i prowincji Catamarca w Argentynie, na południe do Talca w Chile i prowincji Neuquén w Argentynie, na wysokości 800–4000 m n.p.m.

## Wygląd
Jest to niewielki gryzoń, o przeciętnych rozmiarach w swoim rodzaju. Ciało wraz z głową ma długość przeważnie większą niż 90 mm (od 90 do 143 mm), ogon jest względnie długi, przeważnie dłuższy niż 90% długości ciała (80–141 mm); tylna stopa ma długość 25–32 mm, uszy są duże i mają długość 20–31 mm; masa ciała 30–92 g. Ubarwienie wykazuje dużą zmienność z rozmieszczeniem. U gryzoni żyjących na większych wysokościach futro jest gęstsze i bardziej puszyste niż u pozostałych; wibrysy są bujne i długie. Ubarwienie grzbietu jest zmienne z wysokością i szerokością geograficzną, od bladopłowego do szarego. Spód białawy, szarawy do płowego; obecność smugi piersiowej zmienna między populacjami i wewnątrz nich. Garnitur chromosomowy wynosi 2n = 38 i FN = 70–72.

## Tryb życia
Liściouch żółtozady prowadzi naziemny, ściśle nocny tryb życia. Rozród następuje w różnym czasie w różnych częściach zasięgu: na południu peruwiańskiego Altiplano ciężarne samice były chwytane na przełomie lipca i sierpnia (zimą), ale w Caccachara od października do grudnia. Dzikie osobniki jadają zielone części roślin, ale w niewoli preferują nasiona.

## Populacja i zagrożenia
Liściouch żółtozady jest pospolity, toleruje rozmaite siedliska i ma duży zasięg występowania. Jest spotykany w wielu obszarach chronionych; nie są znane większe zagrożenia dla tego gatunku. Międzynarodowa Unia Ochrony Przyrody uznaje go za gatunek najmniejszej troski.